# Roland Selmeczi
Dans le nom hongrois Selmeczi Roland, le nom de famille précède le prénom, mais cet article utilise l’ordre habituel en français Roland Selmeczi, où le prénom précède le nom.
Roland Selmeczi, né le 10 octobre 1969 à Budapest et mort le 30 janvier 2008 à Újhartyán, est un acteur hongrois. Il a joué dans de nombreuses pièces de théâtre et dans quelques films.

## Biographie
Roland Selmeczi est diplômé de l'École supérieure d'art dramatique et cinématographique (Színház- és Filmművészeti Főiskola) de Budapest en 1993.
Roland Selmeczi participa en outre au doublage de films étrangers et de nombreuses séries télévisées comme Dr House, dans laquelle il prête sa voix au docteur James Wilson, chef du département oncologie et membre du conseil de l'hôpital, interprété par Robert Sean Leonard. Il était la « voix hongroise » d'Antonio Banderas et de Brad Pitt.
Il meurt dans un accident de voiture le 30 janvier 2008 à l'âge de 38 ans.

## Filmographie
- 2001 : Üvegtigris d'Iván Kapitány et Péter Rudolf
- 2001 : Sacra Corona de Gábor Koltay
- 2002 : Sobri d'Emil Novák
- 2004 : Állítsátok meg Terézanyut ! de Péter Bergendy
- 2006 : Üvegtigris 2 de Péter Rudolf
- 2006 : Kútfejek d'Iván Kapitány